# Andy Weir
Andy Weir (ur. 16 czerwca 1972 w Davis, Kalifornia) – amerykański informatyk i pisarz. Laureat Nagrody im. Johna W. Campbella dla nowego pisarza w 2016 r.

## Życiorys
Studiował informatykę na Uniwersytecie Kalifornijskim w San Diego, a następnie pracował jako programista. Współpracował m.in. przy tworzeniu gry komputerowej Warcraft 2.
Weir pisał od wielu lat i swoje teksty publikował na swojej stronie internetowej, jednak światowy rozgłos przyniósł mu dopiero Marsjanin, opublikowany w 2014. Książka została zaadaptowana przez Ridleya Scotta na film pod tym samym tytułem. W 2017 opublikował kolejną powieść zatytułowaną Artemis. Prawa do jej sfilmowania zakupiło studio 20th Century Fox, a reżyserować ma Phil Lord i Christopher Miller. W maju 2021 ukazała się trzecia powieść Projekt Hail Mary, która zdobyła nagrodę Audie Award 2022 w kategorii Audiobook roku i nominację do nagrody Hugo dla najlepszej powieści w 2022, a także zajęła pierwsze miejsce na liście bestsellerów New York Times Audiobook. Planowana jest ekranizacja również tej książki z Ryanem Goslingiem w roli głównej.

## Życie prywatne
Cierpi na aerofobię, w związku z tym nie mógł odwiedzić studia Korda w Budapeszcie, gdzie kręcono sceny do Marsjanina. W 2015 r. po odbyciu terapii odbył m.in. lot do Houston by odwiedzić Centrum Lotów Kosmicznych imienia Lyndona B. Johnsona. 
Mieszka w Mountain View w Kalifornii. 

## Powieści
- Theft of Pride (2000 niewydana)
- Marsjanin (The Martian 2014), Seiun Award dla najlepszej powieści przetłumaczonej 2015, Nagroda Astounding dla nowego pisarza 2016, Nagroda Hugo za najlepszą prezentację dramatyczną, długa forma 2016
- Artemis (Artemis 2017)
- Projekt Hail Mary (Project Hail Mary 2021)